# Бъркли (окръг, Южна Каролина)
Вижте пояснителната страница за други значения на Бъркли.
Окръг Бъркли (на английски: Berkeley County) е окръг в щата Южна Каролина, Съединени американски щати. Площта му е 3181 km², а населението – 177 843 души (2010). Административен център е град Монкс Корнър.